# Gemelli di Guidonia
I Gemelli di Guidonia sono un trio canoro composto dai fratelli Pacifico Acciarino (Caserta, 1983),  
Gino Acciarino (Caserta, 1985) ed  
Eduardo Acciarino (Caserta, 1986).

## Carriera
Il gruppo ha mosso i primi passi nel mondo della musica nel 1999 come Effervescenti Naturali. La loro carriera spazia dalla musica al teatro e alla televisione. Nel 2006 hanno debuttato a teatro con lo spettacolo "È permesso?" di Enrico Montesano, sia come cantanti che attori. Inoltre, hanno cantato la colonna sonora del film Una cella in due e partecipato al format televisivo I Raccomandati. Dopo aver acquisito la notorietà presso il grande pubblico dal 2013 con la loro partecipazione stabile al programma Edicola Fiore (al quale è seguito un tour teatrale con Fiorello nel 2015-2016), hanno partecipato a programmi televisivi come Quelli che il calcio e Made in Sud. Nel 2018, hanno girato l'Italia con lo spettacolo Disco-patia... dica 33 giri. Nel 2020, in occasione del Festival di Sanremo, affiancano Nicola Savino a L'AltroFestival, il Nel 2021 hanno scritto e cantato la sigla del programma Ve ne siete mai accorti? del comico Maurizio Battista e hanno vinto l'undicesima edizione di Tale e Quale Show. Il trio ha poi condotto su Rai Radio 2 i programmi radiofonici 3 per 2 e Radio2 Happy Family, che va simultaneamente in onda anche su Rai Due. Negli anni a seguire prenderanno parte anche a Citofonare Rai 2 e La volta buona.
Nonostante il nome, i Gemelli di Guidonia sono sì fratelli, ma non gemelli e vivono a Roma. Tutti e tre sono grandi tifosi del Napoli.